# William T. Sampson
 (mars 2012).
Si vous disposez d'ouvrages ou d'articles de référence ou si vous connaissez des sites web de qualité traitant du thème abordé ici, merci de compléter l'article en donnant les références utiles à sa vérifiabilité et en les liant à la section « Notes et références ».
William T. Sampson, né le 9 février 1840 à Palmyra (État de New York) et décédé le 6 mai 1902 à Washington, est un militaire américain, amiral dans l'US Navy. Il a participé à la guerre hispano-américaine, et est le vainqueur de la bataille de Santiago de Cuba.

## Biographie

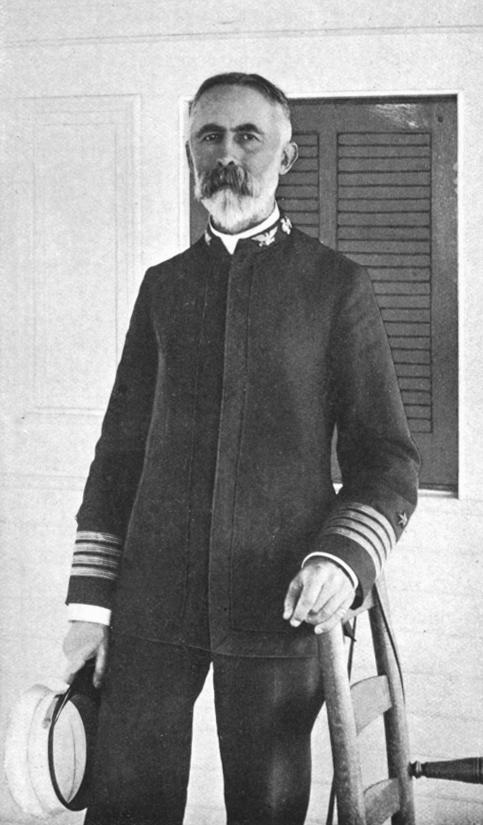
L'amiral William T Sampson en 1898.

Sampson rejoint l'Académie navale d'Annapolis le 24 septembre 1857. Après ses classes, il enseigne la physique à l'académie.
En 1864, Sampson devient officier sur le monitor USS Patapsco. Durant la guerre de Sécession, durant le siège de Charleston, le 15 janvier 1865, le sous marin reçoit une torpille, Sampson survit, l'explosion fera 75 morts.
Après la guerre, Sampson sert sur le navire European Squadron. Il retourne ensuite comme instructeur à l'Académie navale d'Annapolis puis dans le bureau de navigation au département de la Marine.
Il a ensuite commandé les navires Alert, le Mayflower et le Swatara (en).
En 1886, Sampson devient surintendant à l'Académie navale d'Annapolis. Le 9 avril 1889, Samspon devient capitaine. Le 15 juin 1897, il commande le navire Iowa. Le 17 février 1898, il a été nommé président de la commission d'enquête pour enquêter sur la destruction du navire le Maine.
Le 26 mars 1898, il commande l'escadron de l'Atlantique nord, North Atlantic Squadron, et devient amiral.

## Guerre hispano-américaine
Les États-Unis déclare la guerre à l'Espagne le 21 avril 1898.
Huit jours plus tard, la flotte de l'amiral Pascual Cervera y Topete part des îles du Cap-Vert pour les Caraïbes. Le contre-amiral Sampson, depuis New York, met le cap sur Key West.
Sampson est chargé de la supervision du blocus de Cuba et aussi du bombardement de la ville de San Juan le 10 mai 1898.
Sampson arrive à La Havane et gère le blocus, puis sa flotte se dirige vers San Juan afin d'intercepter l'escadre de l'amiral Pascual Cervera y Topete. Sampson arrive proche de San Juan, et ses navires bombardent la ville à partir du 10 mai. Après ce bombardement préliminaire, Sampson soutient l'armée de terre pour la prise de San Juan. Le major général William Rufus Shafter, investit la ville.
Le 1er juillet 1898, après invasion réussie, Sampson retourne à Cuba et renforce le blocus des villes de Santiago de Cuba et de Cienfuegos.
Le 29 mai, des sentinelles repèrent l'escadron à Pascual Cervera y Topete. Celle-ci se dirige vers Santiago.
Le 3 juillet 1898, la flotte de Cervera s'approche du port de Santiago, alors que l'amiral William T. Sampson était à terre en compagnie du major général William Rufus Shafter. C'est donc le contre-amiral Winfield Scott Schley (en), commandant en second de la flotte, et durant l'absence de Sampson, qui gère la rencontre avec la flotte espagnole, la flotte américaine détruit tous les navires espagnols dans une rapide bataille qui dure cinq heures.
Le rapport de la bataille envoyé à Washington par Sampson ne mentionne pas le contre-amiral Schley, ce qui a conduit à une controverse quant à savoir qui était responsable de la victoire. Sampson a joué un rôle important dans la victoire, après avoir posé le cadre stratégique et même si Schley commandait la flotte pendant la bataille. Plus tard, Schley a fait appel et en 1901, la commission d'enquête lui donna raison.
Après la bataille de Santiago de Cuba, Sampson a participé à la commission de Cuba, le 20 août 1898, et a repris le commandement de la Flotte de l'Atlantique Nord en février.
En octobre 1899, il devient commandant de la base maritime de Boston, Boston Navy Yard.
Sampson prend sa retraite le 9 février 1902. Le contre-amiral Sampson est mort à Washington, DC, quelques mois plus tard et est enterré dans le cimetière national d'Arlington.